# Sifferprodukt
Sifferprodukt eller tvärprodukt av ett positivt heltal definieras som produkten av dess siffror. Till exempel har talet 12 sifferprodukten 1 × 2 = 2 och talet 694 har sifferprodukten 6 × 9 × 4 = 216. För talet 5989 blir sifferprodukten 5 × 9 × 8 × 9 = 3240.